# 超臨界流体クロマトグラフィー
超臨界流体クロマトグラフィー（ちょうりんかいりゅうたいクロマトグラフィー、英語：supercritical fluid chromatography）はカラムクロマトグラフィーの一種。移動相として超臨界流体を用いることが特徴。しばしば SFC と略される。ここでも以降は SFC と表記する。
基本的には高速液体クロマトグラフィー（以降、HPLC）と同様のシステムで行われるが、移動相として各種液体を用いる HPLC に対し、SFC では主な移動相に超臨界流体を用いる。超臨界流体として用いられる物質としては二酸化炭素が一般的。SFC においては超臨界流体が持つ低粘度かつ高い拡散性であるという特長により分離（他の物質のピークと明確に分けられる）および検出（鋭いピークにより高い感度が得られる）の能力が従来の HPLC よりさらに良くなる傾向が見られる。測定時間は測定パラメータによって大きく変動するが、一般的には数分～十数分/回程度である。

## システム・装置
主な移動相として用いる二酸化炭素は液化炭酸ボンベなどから液体状態で採取し、それを送液ポンプで加圧し、一定の圧力に保つためシステムの最後に圧力調整器がある。その後、オーブンなどで加熱して超臨界二酸化炭素とする。
その他のシステム構成は一般的なHPLCと同様。
検出器には紫外/可視吸光度検出器 (Ultra-Violet/Visible Light Absorbance Detector) をはじめとして、ダイオードアレイ検出器 (Diode Array Detector)、質量分析計 (MS)、円二色性検出器 (CD) など HPLC で用いられる検出器が使用され、他にガスクロマトグラフィー (GC) で用いられる水素炎イオン化検出器 (FID) などが使用されている。

## 移動相
二酸化炭素と混じり合う液体なら、カラムや装置に悪影響を与えない範囲で各種のものが使用され、主にアルコール類、その中でもメタノールがよく用いられる。その他、アセトニトリル、ジクロロメタンなど HPLC で使用される溶媒を用いることができるが、水は二酸化炭素に対し難溶であるためほとんど使用されない。
また、超臨界二酸化炭素は加圧の度合により極性が変化するため、移動相に二酸化炭素のみ使用し、圧力の変化により分析を行う例もある。

## 分析サンプル
HPLC と同様、化合物を液体に溶かしたサンプル溶液を分析する。その時、化合物がメタノールなどのアルコール類、もしくはそれより低極性溶媒に溶解する化合物であれば分析が可能で、化合物の種類には依らない。

## アプリケーション
SFC は HPLC よりさらに分離能力が高いことから、HPLC では分離が困難とされるキラル化合物の分離に最も多く用いられている。
その他、主な移動相として用いる超臨界二酸化炭素が低極性溶媒であるため、脂溶性化合物、低極性化合物の分離に用いられている。
また、石油化学分野においては HPLC でも GC でも分析が困難な物質、特に中～高分子化合物の分析にも用いられている。

## 製造会社
SFCシステムとして製造販売しているメーカーを挙げる。
- 島津製作所：科学技術振興機構（JST）先端計測分析技術・機器開発プログラムの一環として、大阪大学、神戸大学、宮崎県総合農業試験場と共同開発。2015年1月発表。[1] [2] 超臨界流体クロマトグラフの分析サンプルとして上記「分析サンプル」に記載されているサンプル溶液の他、超臨界流体により抽出された化合物を直接分析する機能も持ち合わせる。
- ウォーターズ(Waters)：液体クロマトグラフで有名な企業。2009年世界シェア80％以上を持つサー・インスツルメンツをグループ化[3]。日本国内は日本ウォーターズが販売・サポート。
  - サー・インスツルメンツ（Thar Instruments, INC）：旧Thar Technologies社SFC部門と旧メトラー・トレド社Berger SFC部門が合併してできた超臨界流体クロマトグラフシステム専門メーカー。2010年にウォーターズにより吸収合併された消滅会社。
- 日本分光：超臨界流体クロマトグラフシステムを製造する日本国内メーカー。
- ノヴァセップ：主に化合物分取の業務受託を行うが、装置メーカーでもある。
- ギルソン：過去にSFCシステムを製造販売していたが、既に製造終了。
- アジレント・テクノロジー（Agilent Technologies）：分析機器の開発・製造・販売・サポートを行うグローバル企業。2010年、Agilent 1260 Infinity Analytical SFCの販売を開始。